# China's Next Top Model (mùa 2)
Mùa thứ hai của China's Next Top Model (tiếng Trung: 蜜絲佛陀美丽模坊) được dựa trên chương trình America's Next Top Model của Mỹ.
Chương trình được sản xuất bởi kênh truyền hình Sichuan Satellite TV của Trung Quốc và được quay ở Thượng Hải. Các buổi casting được tổ chức tại các thành phố của Trung Quốc - Thượng Hải, Bắc Kinh, Thành Đô & Quảng Châu. Cuộc thi bắt đầu phát sóng vào ngày 9 tháng 1 năm 2009.
Người chiến thắng của mùa này là Mạnh Dao, 21 tuổi từ Cáp Nhĩ Tân. Giải thưởng của cô cho mùa này là: một hợp đồng người mẫu với Elite Model Management, được chụp hình cho tạp chí Marie Claire và một hợp đồng quảng cáo cho Max Factor.

## Các thí sinh
(Tuổi tính từ ngày dự thi)
| Thí sinh | Thí sinh      | Tuổi | Chiều cao               | Quê quán       | Bị loại ở | Hạng  |
| -------- | ------------- | ---- | ----------------------- | -------------- | --------- | ----- |
| 李子欣   | Lý Tử Hân     | 25   | 1,65 m (5 ft 5 in)      | Tứ Xuyên       | Tập 1     | 12-11 |
| 常雨霏   | Thường Vũ Phi | 21   | 1,76 m (5 ft 9+1⁄2 in)  | Hà Nam         | Tập 1     | 12-11 |
| 張蔡     | Trương Thái   | 18   | 1,72 m (5 ft 7+1⁄2 in)  | Nghi Xương     | Tập 2     | 10    |
| 李沫     | Lý Mạt        | 21   | 1,75 m (5 ft 9 in)      | Sơn Đông       | Tập 3     | 9     |
| 胡路璐   | Hồ Lộ Lộ      | 25   | 1,73 m (5 ft 8 in)      | Tứ Xuyên       | Tập 4     | 8     |
| 譚潔     | Đàm Khiết     | 19   | 1,75 m (5 ft 9 in)      | Trùng Khánh    | Tập 5     | 7     |
| 丽丽安娜 | Liliana C.    | 25   | 1,78 m (5 ft 10 in)     | Ma Cao         | Tập 6     | 6     |
| 張洋     | Trương Dương  | 21   | 1,75 m (5 ft 9 in)      | Cát Lâm        | Tập 7     | 5     |
| 王珊     | Vương San     | 22   | 1,74 m (5 ft 8+1⁄2 in)  | Liêu Ninh      | Tập 8     | 4     |
| 何馨     | Hà Hinh       | 19   | 1,80 m (5 ft 11 in)     | Hắc Long Giang | Tập 10    | 3     |
| 莫佳琪   | Mạc Giai Kì   | 24   | 1,74 m (5 ft 8+1⁄2 in)  | Sơn Đông       | Tập 10    | 2     |
| 孟瑤     | Mạnh Dao      | 21   | 1,79 m (5 ft 10+1⁄2 in) | Cáp Nhĩ Tân    | Tập 10    | 1     |

## Các tập

### Tập 1
Khởi chiếu: 9 tháng 1 năm 2009
Từ 37.568 thí sinh đăng kí dự thi, 12 cô gái mới được đưa tới sảnh Trung tâm Tài chính Thế giới Thượng Hải để bắt đầu cuộc thi. Họ đã được giới thiệu ngắn gọn về mùa giải này từ Lý Ngãi, Hiểu Phong và chuyên gia trang điểm Pat McGrath. Sau đó, họ được đưa tới khách sạn Howard Johnson và giám khảo Hiểu Phong đã kiểm tra những bộ quần áo và những món đồ khác trong hành lí của họ để cho họ biết một người mẫu nên có những thứ gì trong hành lí của họ, trước khi họ có buổi chụp hình chân dung ảnh thẻ học sinh và từng người một sau đó đã có một buổi phỏng vấn với ban giám khảo cùng với cố vấn La Sa.
Sau đó, có 12 phong bì nằm trên bàn dành cho các cô gái. nhưng chỉ 10 phong bì là có đánh dấu chữ được chọn cho những người sẽ thi đấu trong cuộc thi. Kết quả là ảnh của Tử Hân và Vũ Phi đánh dấu chữ không được chọn nên đã là 2 thí sinh đầu tiên bị loại. Sau đó, 10 cô gái còn lại được di chuyển đến tới ngôi nhà chung của họ, nơi mà họ sẽ sống trong suốt cuộc thi.
- Khách mời đặc biệt: Pat McGrath, La Sa

### Tập 2
Khởi chiếu: 16 tháng 1 năm 2009
10 cô gái còn lại đã có một buổi đào tạo trên sàn catwalk do cố vấn La Sa hướng dẫn, họ đều làm rất tốt và đặc biệt là Giai Kì dù đang bị chấn thương ở chân nhưng cô vẫn có mặt và Dương do biết cách khắc phục dù là người duy nhất bị ngã trên sàn catwalk trong buổi đào tạo này. Sau đó, họ đã có thử thách trình diễn thời trang khi họ phải tự thay 2 trang phục cho mình, Dương & Giai Kì bật khóc vì thất vọng do không làm tốt trong thử thách, nhưng kết quả cuối cùng là Dao là người làm tốt nhất nên đã giành chiến thắng trong thử thách tuần này và cô chọn Mạt & San để chia sẻ giải thưởng là 1 buổi thư giãn ở spa.
Ngày hôm sau, họ được đưa tới một khách sạn cho buổi chụp hình tiếp theo trong đồ lót với áo lông thú ở bên cạnh hồ bơi khách sạn. Vào buổi đánh giá ngày tiếp theo với sự xuất hiện của giám khảo khách mời là Đặng Lập & Kenny Ting, Giai Kì là người có tấm hình đẹp nhất còn Thái là thí sinh tiếp theo phải rời cuộc thi.
- Nhiếp ảnh gia: Kenny Ting
- Khách mời đặc biệt: La Sa, Đặng Lập

### Tập 3
Khởi chiếu: 23 tháng 1 năm 2009
9 cô gái còn lại đã có một buổi học trang điểm với chuyên gia trang điểm Hướng Chí Quân, nhưng trước đó thì họ đã được bắt cặp và phải trang điểm cho lẫn nhau để kiểm tra trình độ cách trang điểm của các cô gái. Sau đó, họ đã có thử thách trang điểm và thay đồ trong khi ngồi bên trong một chiếc xe đang di chuyển lắc lư trên đường, Lộ Lộ chiến thắng thử thách và cô chọn Khiết & Liliana để cùng nhận giải thưởng là 1 chiếc đồng hồ đeo tay bằng vàng từ Paris Hilton.
Ngày hôm sau, họ đã có buổi chụp hình ảnh chân dung vẻ đẹp, nhưng khi tiết lộ rằng họ sẽ tạo dáng với những loài bò sát thì các cô gái lập tức kinh ngạc và một số thì còn sợ hãi. Trong suốt buổi chụp hình,  Giai Kì ban đầu không dám cầm con nhện trên tay mình, nhưng đến khi Lý Ngãi giúp cô thì cô với vượt qua nỗi sợ hãi của mình. Vào buổi đánh giá ngày tiếp theo với sự xuất hiện của giám khảo khách mời là Frankie Han & Fabrice Redlenfer, Dương đã bị Lý Ngãi phát hiện ra là cô đã vi phạm nội quy cuộc thi khi cô gọi điện thoại cho người thân mà không có sự cho phép. Kết quả là Dao là người có tấm hình đẹp nhất còn Dương và Mạt thì rơi vào cuối bảng. Tuy là Dương đã vi phạm luật của cuộc thi, nhưng Lý ngãi quyết định cho cô thêm một cơ hội còn Mạt là thí sinh tiếp theo phải rời cuộc thi.
- Nhiếp ảnh gia: Fabrice Redlenfer
- Khách mời đặc biệt: Hướng Chí Quân, Frankie Han

### Tập 4
Khởi chiếu: 30 tháng 1 năm 2009
8 cô gái còn lại được đưa tới tiệm salon Tony Studio cho một buổi thay đổi diện mạo mới. Trong suốt buổi thay đổi, Dương đã luôn từ chối cắt ngắn tóc của mình và đã phàn nàn trong tiệm salon khiến cho Lý Ngãi phải thất vọng nhưng cuối cùng, cô buộc phải chấp nhận diện mạo mới của mình để tiếp tục trong cuộc thi. Sau khi diện mạo mới của họ được hoàn thành, thì họ ngay lập tức có buổi chụp hình tiếp theo tạo dáng trong tiệm salon. Sau đó, các cô gái tham gia vào một buổi trình diễn thời trang cho nhà thiết kế Tương Quỳnh Nhĩ tại một sự kiện từ thiện.
Vào buổi đánh giá ngày hôm sau với sự xuất hiện của giám khảo khách mời là Trương Nhân Chi, Đặng Lập & Tương Quỳnh Nhĩ, Liliana là người có tấm hình đẹp nhất còn Lộ Lộ là thí sinh tiếp theo phải rời cuộc thi.
- Khách mời đặc biệt: Hoàng Tương Mị, Trương Nhân Chi, Đặng Lập, Tương Quỳnh Nhĩ

### Tập 5
Khởi chiếu: 6 tháng 2 năm 2009
7 cô gái còn lại đã có một buổi học múa cột để thể hiện được vẻ đẹp của cơ thể từ thầy dạy nhảy Nhất Hào. Sau đó, họ được đưa đến nhà thi đấu thể thao của một trường đại học cho buổi chụp hình hóa thân thành vận động viên tennis, nhưng họ không biết rằng là Hiểu Phong đang theo dõi họ qua máy quay bí mật vì đây là thử thách này kiểm tra sự kiên nhẫn cùng với cách xử lí dưới áp lực của họ khi diễn viên Steve Wong đang đóng giả làm nhiếp ảnh gia cứ chỉ trích họ trong suốt thử thách. Thử thách đã gây khó khăn cho các cô gái khi hầu hết họ đều khóc sau thử thách của mình nhưng kết quả cuối cùng là Hinh là người chiến thắng thử thách và cô còn chọn thêm Dương & San để chia sẻ giải thưởng là 1 chiếc vòng tay bằng vàng từ 01 The One và 1 bữa tối tại nhà hàng sang trong.
Ngày hôm sau, họ đã có buổi chụp hình tiếp theo của họ hóa thân thành những người đàn ông lưỡng tính, trong khi họ sẽ được giám đốc sáng tạo Dư Thạc chỉ dẫn trong suốt buổi chụp hình. Vào buổi đánh giá ngày tiếp theo với sự xuất hiện của giám khảo khách mời là Trương Nhân Chi, Dư Thạc & Michael Lau, Dao là người có tấm hình đẹp nhất còn Khiết là thí sinh tiếp theo phải rời cuộc thi.
- Nhiếp ảnh gia: Michael Lau
- Khách mời đặc biệt: Nhất Hào, Steve Wong, Dư Thạc, Trương Nhân Chi

### Tập 6
Khởi chiếu: 13 tháng 2 năm 2009
6 cô gái còn lại đã có một buổi học cách trở thành người mẫu quảng cáo từ chuyên gia quảng cáo của Dangdang  Từ Khánh, khi mỗi người được phân công với một món đồ bất kì và phải quảng cáo nó. Sau đó, họ đã được gặp nhà thiết kế Tương Quỳnh Nhĩ cho thử thách trình diễn thời trang, khi họ phải phối đồ với những bộ đồ họ lấy ra từ 6 người mẫu nam. Kết quả là Dương chiến thắng thử thách và nhận được 1 phiếu mua sắm đồng hồ trang sức từ 01 The One, ngoài ra cô còn chọn thêm Hinh & San để chia sẻ giải thưởng nữa là 1 buổi thư giãn ở spa.
Ngày hôm sau, các cô gái được gặp lại Tương Quỳnh Nhĩ cùng với giám đốc thời trang của tạp chí Marie Claire Dan Cui cho buổi chụp hình tiếp theo cho ảnh bìa tạp chí Marie Claire. Vào buổi đánh giá ngày tiếp theo với sự xuất hiện của giám khảo khách mời là Tương Quỳnh Nhĩ & Đặng Lập, Giai Kì là người có tấm hình đẹp nhất còn Liliana là thí sinh tiếp theo phải rời cuộc thi.
- Nhiếp ảnh gia: Rocky
- Khách mời đặc biệt: Từ Khánh, Tương Quỳnh Nhĩ, Dan Cui, Đặng Lập

### Tập 7
Khởi chiếu: 20 tháng 2 năm 2009
Hiểu Phong và giám đốc của Đài truyền hình Sichuan Satellite TV, Trần Văn Chân, đã đến thăm 5 cô gái còn lại tại ngôi nhà chung cho một buổi học về phương ngữ Tứ Xuyên, trước khi họ được nhận lời thoại phỏng vấn chứa nhiều phương ngữ Tứ Xuyên và yêu cầu phải thức cả đêm để học thuộc nó cho thử thách ngày hôm sau. Ngày hôm sau, họ được đưa tới một rạp hát cho thử thách phỏng vấn bằng phương ngữ Tứ Xuyên với Trần Văn Chân, nhưng trước khi thử thách bắt đầu thì Giai Kì đã phải nhập viện do việc phải thức cả đêm ngày hôm qua. Kết quả là San chiến thắng thử thách và cô chọn Dao để chia sẻ giải thưởng là 1 chuyến đi mua sắm mỹ phẩm Max Factor.
Ngày hôm sau, họ đã có một buổi quay quảng cáo cho mascara của mỹ phẩm Max Factor, khi họ phải nói lời thoại trước gương trước khi đứng trước máy quay và nói phần còn lại của lời thoại. Vào buổi đánh giá ngày tiếp theo với sự xuất hiện của giám khảo khách mời là Trương Thỉ & Fabio Stefani, Hinh là người có phần thể hiện tốt nhất còn Dương là thí sinh tiếp theo phải rời cuộc thi.
- Nhiếp ảnh gia: Fabio Stefani
- Khách mời đặc biệt: Trần Văn Chân, Frankie Han, Trương Thỉ

### Tập 8
Khởi chiếu: 27 tháng 2 năm 2009
4 cô gái còn lại đã có một buổi tập luyện catwalk với đạo diễn thời trang Murat Erbaytan. Sau đó, họ được đưa tới sân trượt băng Wanti cho thử thách trình diễn thời trang trong váy cưới, trong khi họ phải đi trên sân trượt tuyết đã được làm trơn trượt. Kết quả là Giai Kì chiến thắng thử thách và nhận được 1 chiếc đồng hồ trang sức từ Alfex.
Ngày hôm sau, họ được đưa tới một nhà hàng cho buổi chụp hình tiếp theo hóa thân thành ngôi sao âm nhạc của các thể loại nhạc khác nhau. Vào buổi đánh giá ngày tiếp theo với sự xuất hiện của giám khảo khách mời là Trương Thỉ, Dao là người có tấm hình đẹp nhất còn San là thí sinh tiếp theo phải rời cuộc thi.
- Nhiếp ảnh gia: Joel Lee
- Khách mời đặc biệt: Murat Erbaytan, Trương Thỉ

### Tập 9
Khởi chiếu: 6 tháng 3 năm 2009
Đây là tập tóm tắt lại những khoảnh khắc từ đầu cuộc thi, cùng với những cảnh quay chưa được tiết lộ.

### Tập 10
Khởi chiếu: 13 tháng 3 năm 2009
3 cô gái còn lại đã có buổi chụp hình cuối cùng là ảnh chân dung quảng cáo cho mỹ phẩm Max Factor. Vào buổi đánh giá với sự xuất hiện của giám khảo khách mời là Trương Nhân Chi, Thường Tĩnh & Fabrice Redlenfer, Dao là thí sinh đầu tiên được đi tiếp, Giai Kì là thí sinh thứ hai còn Hinh là thí sinh cuối cùng phải rời cuộc thi.
Ngày hôm sau, Dao & Giai Kì được đưa tới hộp đêm M1NT và được gặp lại 10 thí sinh bị loại trước đó, trước khi họ sẽ có buổi trình diễn thời trang cuối cùng cho Alex Wang. Vào buổi đánh giá cuối cùng với sự xuất hiện của giám khảo khách mời là Trương Nhân Chi, Đặng Lập & Trịnh Ngật, Dao trở thành quán quân thứ hai của chương trình.
- Nhiếp ảnh gia: Fabrice Redlenfer
- Khách mời đặc biệt: Trương Nhân Chi, Thường Tĩnh, Paul Robinson, Alex Wang, Murat Erbaytan, Đặng Lập, Trịnh Ngật

## Thứ tự gọi tên
| Thứ tự | Tập     | Tập     | Tập     | Tập     | Tập     | Tập     | Tập     | Tập     | Tập     | Tập | Tập |
| Thứ tự | 2       | 3       | 4       | 5       | 6       | 7       | 8       | 10      | 10      |     |     |
| ------ | ------- | ------- | ------- | ------- | ------- | ------- | ------- | ------- | ------- | --- | --- |
| 1      | Giai Kì | Dao     | Liliana | Dao     | Giai Kì | Hinh    | Dao     | Dao     | Dao     |     |     |
| 2      | Hinh    | San     | Hinh    | Dương   | Dao     | Dao     | Giai Kì | Giai Kì | Giai Kì |     |     |
| 3      | Dao     | Giai Kì | San     | Liliana | San     | Giai Kì | Hinh    | Hinh    |         |     |     |
| 4      | Khiết   | Hinh    | Giai Kì | San     | Dương   | San     | San     |         |         |     |     |
| 5      | Mạt     | Khiết   | Khiết   | Hinh    | Hinh    | Dương   |         |         |         |     |     |
| 6      | San     | Lộ Lộ   | Dao     | Giai Kì | Liliana |         |         |         |         |     |     |
| 7      | Liliana | Liliana | Dương   | Khiết   |         |         |         |         |         |     |     |
| 8      | Dương   | Dương   | Lộ Lộ   |         |         |         |         |         |         |     |     |
| 9      | Lộ Lộ   | Mạt     |         |         |         |         |         |         |         |     |     |
| 10     | Thái    |         |         |         |         |         |         |         |         |     |     |

     Thí sinh bị loại
     Thí sinh chiến thắng cuộc thi
- Tập 9 là tập ghi lại khoảnh khắc từ đầu cuộc thi.

### Buổi chụp hình
- Tập 1: Hình thẻ học sinh
- Tập 2: Đồ lót với áo khoác lông ở bể bơi
- Tập 3: Ảnh chân dung vẻ đẹp với sinh vật
- Tập 4: Ảnh chân dung và toàn thân với diện mạo mới trong salon
- Tập 5: Ảnh trắng đen đàn ông lưỡng tính
- Tập 6: Ảnh bìa tạp chí Marie Claire
- Tập 7: Quảng cáo cho mỹ phẩm Max Factor
- Tập 8: Các thể loại âm nhạc
- Tập 10: Ảnh chân dung vẻ đẹp cho Max Factor

### Diện mạo mới
- Dao: Cắt ngắn 1 khúc và duỗi thẳng
- Dương: Cắt ngắn
- Giai Kì: highlight đỏ với để mái
- Hinh: Tóc xoăn lỏng lọn
- Khiết: Cắt ngắn
- Lili: Tóc xoăn đầy đủ
- Lộ Lộ: Tầng lớp bob ở phía trước
- San: highlight vàng và để mái